# Auke Stellingwerf

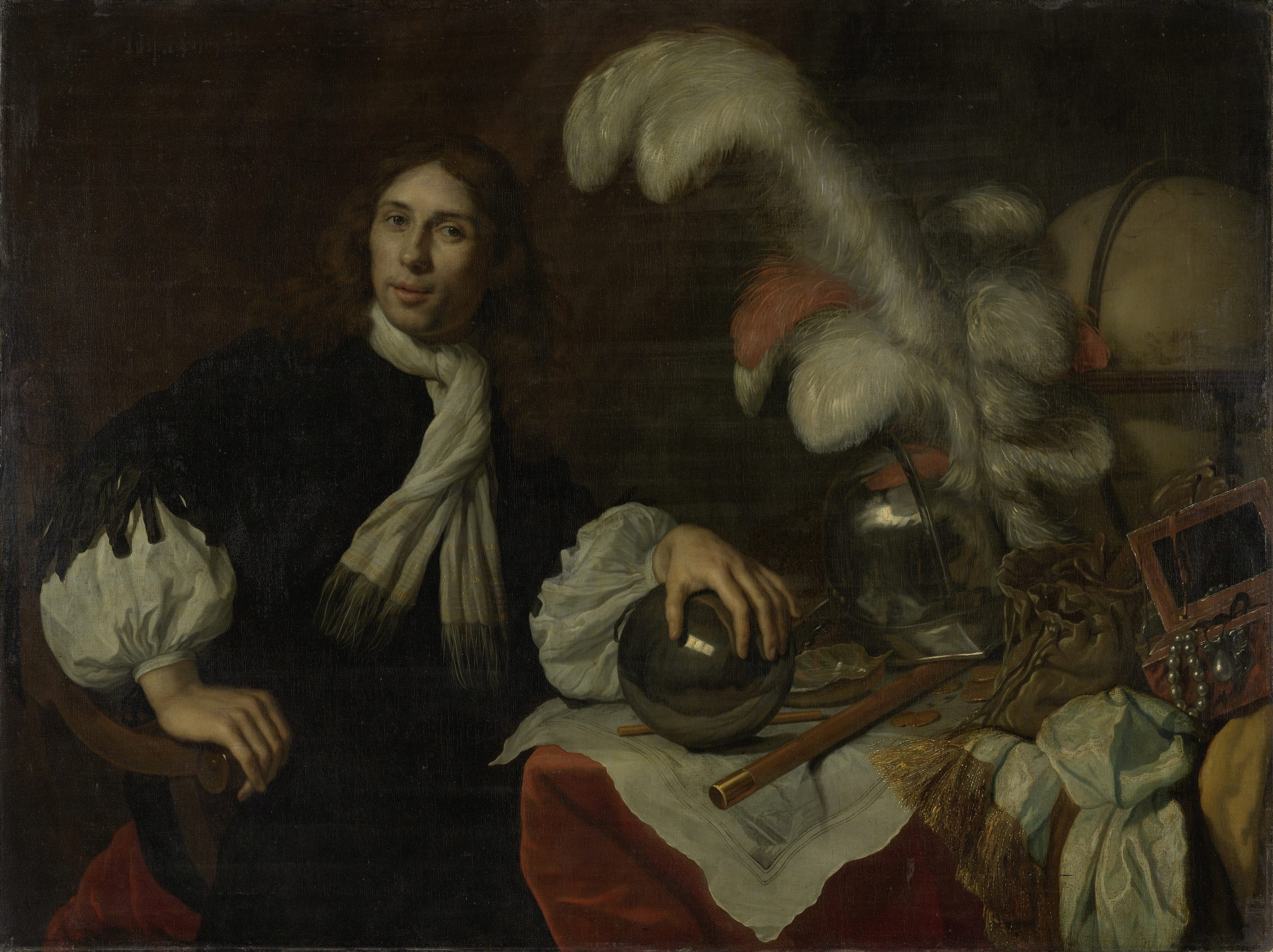
Postuum portret van Aucke Stellingwerff

Auke Andriesz Stellingwerf (1635 - 13 juni 1665) was een Nederlands en Fries admiraal.
Auke was de zoon van Andries Pietersz Stellingwerf, equipagemeester te Harlingen. Toen zijn oudere broer kapitein Frederik Stellingwerf tijdens de Eerste Engels-Nederlandse Oorlog in de Slag bij Ter Heijde gevangengenomen werd, heeft men Auke in 1654 als plaatsvervanger naar voren geschoven. In 1656 was hij zo kapitein op des Prinsen Wapen tijdens het ontzet van Danzig. In 1658 vocht hij in de Slag in de Sont als kapitein van de Prinses Albertina. Op 31 augustus 1662 trouwde hij als ordinaris kapitein (een van de "gewone" kapiteins in vaste dienst) met Antie Jans Sanstra.
Hierna ging zijn carrière snel. In 1665 was er een soort wedloop in vlagofficieren tussen de verschillende admiraliteiten en Auke werd op 17 maart van dat jaar benoemd tot eerste luitenant-admiraal van Friesland. Lang heeft hij niet van deze functie kunnen genieten. In de Slag bij Lowestoft sneuvelde hij als bevelhebber van het vierde eskader op de Zevenwolden, nog geen dertig jaar oud. Hij werd opgevolgd door Tjerk Hiddes de Vries die een jaar later zou sneuvelen in dezelfde Tweede Engels-Nederlandse Oorlog. De twee worden daarom vaak in één adem genoemd als Friese zeehelden.
Zijn graf is in de Grote Kerk te Harlingen.